# 深圳市新安中学（集团）
深圳市新安中学（集团）（英語：Shenzhen Xin'an Middle School (Group)）是广东省深圳市宝安区的一所公办教育集团，前身为成立于1988年的深圳市新安中学，是广东省国家级示范性普通高中、广东省一级学校，2011年在宝安中心区新设高中部。为整合优化宝安区相关教育资源，于2017年4月升格为深圳市新安中学（集团）。2018年4月15日，深圳市新安中学（集团）正式揭牌成立。2022年12月30日，新增燕川中学、龙田学校为成员校。
目前深圳市新安中学（集团）由高中部、初中部、第一实验学校、外国语学校、第二外国语学校、燕川中学和龙田学校等七所成员学校组成。

## 成员学校简介

### 高中部
位于深圳市宝安区新安街道罗田路与金科路交汇处东侧，原为宝安中心区高级中学，是深圳市新安中学（集团）总部，占地面积约6.2万平方米，2011年投入使用，办学规模为48个班，学生2700人；现有教职工248人。现任校长蔡景贤。

### 初中部
位于深圳市宝安区新安街道兴华二路5号，占地约3.6万平方米，建于1988年，是深圳市新安中学（集团）发源地，办学规模为42个班，学生2100人，教职工185人。现任校长金海淑。

### 第一实验学校
位于深圳市宝安区新安街道玉林路3号，占地约2.5万平方米，前身为2008年开办的新湖学校，九年一贯制学校，办学规模为36个教学班，其中小学8个班，学生400人；初中24个班，学生1200人；教职工150人。现任校长郑生。

### 外国语学校
位于深圳市宝安区西乡街道尖岗山大道与水库路交界处，2017年部分投入使用，2018年整体交付使用，九年一贯制学校，占地约3.5万平方米，办学规模为72个教学班，其中小学48个班、初中24个班，学生3360人。目前校长空缺。

### 第二外国语学校
位于深圳市宝安区福永街道立新南路，2018年投入使用，九年一贯制学校，占地2.35万平方米，办学规模为48个班，学生2400人。现任校长何小霞。

### 燕川中学
位于深圳市宝安区燕罗街道燕川社区广田路与红湖路交汇处东北角，于2022年投入使用，原为深圳市第十三高级中学，是深圳市新安中学（集团）的第二所高级中学，占地面积8.7万平方米，建筑面积11万平方米，办学规模为60个班，学生3000人。现任党总支书记邹小新。

### 龙田学校
位于深圳市宝安区石岩街道石龙社区，于2022年开学，将于2023年启用永久校区，九年一贯制学校，占地1.7万平方米，办学规模45个班，学生2100人。现任主要负责人邓世鹏。

## 机构设置
- 党政工作部
- 教学科研部
- 学生发展部
- 后勤保障部
- 安全管理部
- 集团工会